# Kuratenhaus Maria Taferl

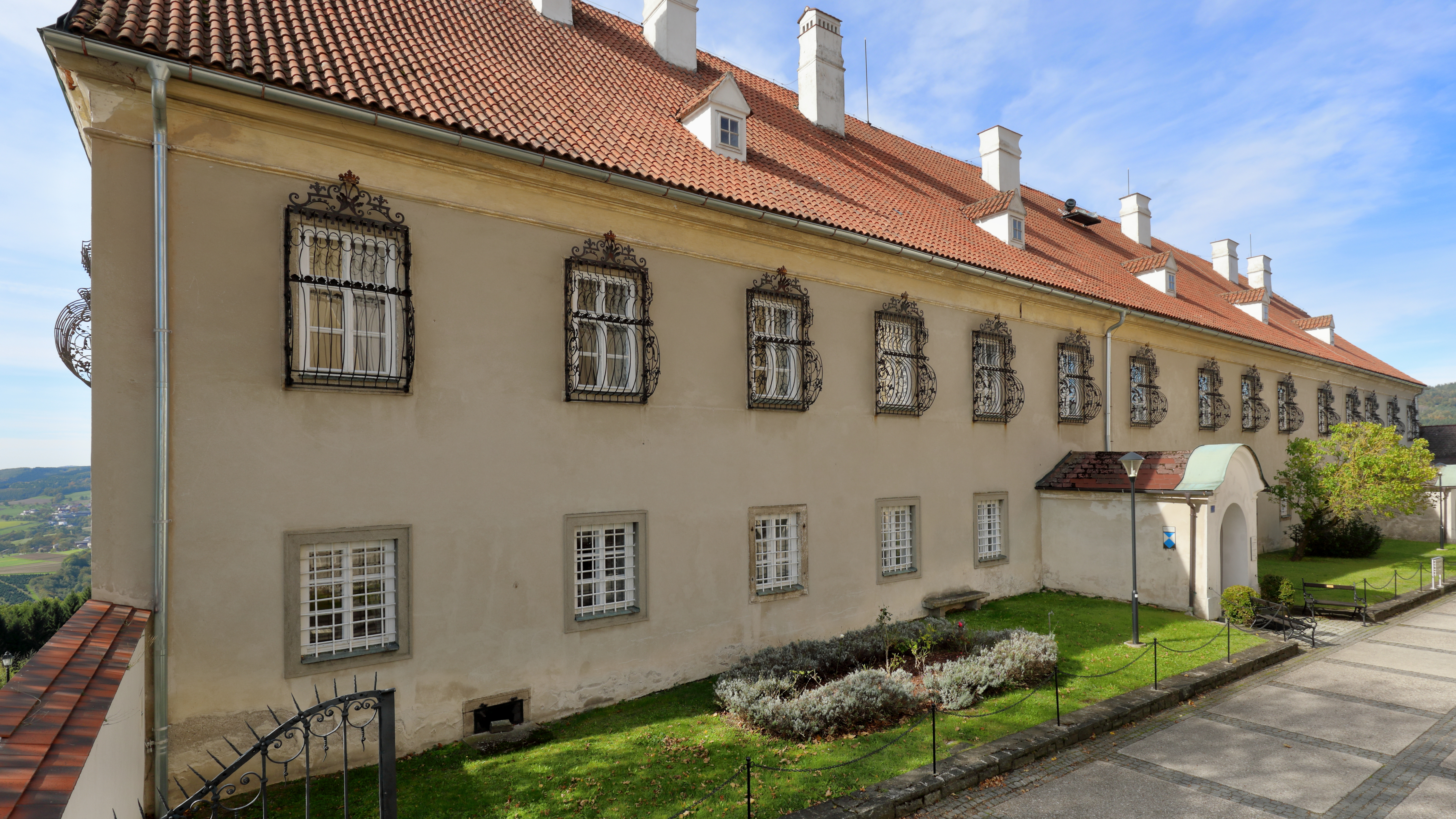
Längsfront mit Portalvorhalle

Das sogenannte Kuratenhaus ist der Pfarrhof der Wallfahrtskirche Maria Taferl in der Marktgemeinde Maria Taferl in Niederösterreich und seit 1969 eine Ordensniederlassung der Oblati Mariae Immaculatae.

## Architektur
Der lang gestreckte, zweigeschoßige Barockbau steht im Westen der Wallfahrtskirche. Er wurde 1708 errichtet, 1716 aufgestockt und 1766 renoviert. Die 15-achsige Front hat zwei Portalvorhallen mit Rundgiebeln und Rundbogenportalen. Im Erdgeschoß haben die Fenster schmiedeeiserne Steckgitter, im Obergeschoß Fensterkörbe, um 1730. Das Erdgeschoß hat Stichkappengewölbe, das Obergeschoß flache Decken.

## Ausstattung
Es gibt ein urkundlich 1771 genanntes Kaiserzimmer mit Rokokoeinrichtung. Dort gibt es Bilder mit den Porträts von Kaiser Joseph II. um 1785, Kaiserin Maria Theresia mit Franz von Lothringen, Kardinal Leopold Freiherr von Firmian um 1770/72. Es gibt die Ölbilder Letztes Abendmahl von Martin Johann Schmidt aus 1799 und David mit der Zither nach 1790. Weiters gibt es ein Bild Belagerung der Stadt Krems durch die Franzosen 1809.